# КНДР на летних Олимпийских играх 2000
КНДР на летних Олимпийских играх 2000 была представлена 31 спортсменом. На церемонии открытия игр спортсмены Северной и Южной Кореи прошли вместе под флагом объединённой Кореи.

## Медалисты
| Медаль  | Спортсмен    | Вид спорта       | Дисциплина                              |
| ------- | ------------ | ---------------- | --------------------------------------- |
| Серебро | Ли Сонхи     | Тяжёлая атлетика | Женщины, до 58 кг                       |
| Бронза  | Ким Ун Чхоль | Бокс             | Мужчины, до 48 кг                       |
| Бронза  | Кан Ён Гюн   | Борьба           | Мужчины, греко-римская борьба, до 54 кг |
| Бронза  | Ке Сун Хи    | Дзюдо            | Женщины, до 52 кг                       |

## Состав олимпийской сборной КНДР

### Дзюдо
Спортсменов — 4
Соревнования по дзюдо проводились по системе на выбывание. В утешительные раунды попадали спортсмены, проигравшие полуфиналистам турнира. Два спортсмена, одержавших победу в утешительном раунде, в поединке за бронзу сражались с проигравшими в полуфинале.
Мужчины
| Соревнование | Спортсмены    | Первый раунд       | Второй раунд                   | 1/8 финала                       | Четвертьфинал                     | Полуфинал                      | Финал                | Место |
| Соревнование | Спортсмены    | Соперник Результат | Соперник Результат             | Соперник Результат               | Соперник Результат                | Соперник Результат             | Соперник Результат   | Место |
| ------------ | ------------- | ------------------ | ------------------------------ | -------------------------------- | --------------------------------- | ------------------------------ | -------------------- | ----- |
| до 81 кг     | Квак Ок Чхоль | Не участвовал      | Э. Манхлес (VEN) В 0211 — 0010 | С. Кухаренко (BLR) В 0010 — 0010 | Джамель Бурас (FRA) П 0001 — 1000 | Завершил выступление           | Завершил выступление | —     |
| до 81 кг     | Квак Ок Чхоль | Не участвовал      | Э. Манхлес (VEN) В 0211 — 0010 | С. Кухаренко (BLR) В 0010 — 0010 | Утешительный турнир               |                                |                      | —     |
| до 81 кг     | Квак Ок Чхоль | Не участвовал      | Э. Манхлес (VEN) В 0211 — 0010 | С. Кухаренко (BLR) В 0010 — 0010 | М. Аренс (NED) В 1100 — 0010      | А. Пасейро (URU) П 0001 — 1000 | Завершил выступление | —     |

Женщины
| Соревнование | Спортсмены  | Первый раунд                        | 1/8 финала                         | Четвертьфинал                   | Полуфинал                       | Финал                        | Место |
| Соревнование | Спортсмены  | Соперник Результат                  | Соперник Результат                 | Соперник Результат              | Соперник Результат              | Соперник Результат           | Место |
| ------------ | ----------- | ----------------------------------- | ---------------------------------- | ------------------------------- | ------------------------------- | ---------------------------- | ----- |
| до 48 кг     | Чха Хён Хян | С. Нишило-Россо (FRA) В 1000 — 0000 | Г. Атайева (TKM) В 0011 — 0001     | В. Аренас (ESP) В 0010 — 0001   | Р. Тамура (JPN) П 0010 — 0010   | Утешительный турнир          | 5     |
| до 48 кг     | Чха Хён Хян | С. Нишило-Россо (FRA) В 1000 — 0000 | Г. Атайева (TKM) В 0011 — 0001     | В. Аренас (ESP) В 0010 — 0001   | Р. Тамура (JPN) П 0010 — 0010   | А. Симон (BEL) П 0011 — 0012 | 5     |
| до 52 кг     | Ке Сун Хи   | Х. Вольф (USA) В 1120 — 0001        | Д. Гравенстейн (NED) В 0100 — 0001 | Р. Салливан (AUS) В 1000 — 0001 | Л. Вердесия (CUB) П 0100 — 0100 | Утешительный турнир          | 3     |
| до 52 кг     | Ке Сун Хи   | Х. Вольф (USA) В 1120 — 0001        | Д. Гравенстейн (NED) В 0100 — 0001 | Р. Салливан (AUS) В 1000 — 0001 | Л. Вердесия (CUB) П 0100 — 0100 | Й. Диня (ROU) В 0200 — 0001  | 3     |
| до 63 кг     | Чжи Кён Сун | Э. Варгас (DOM) В 1000 — 0010       | Г. Вандекавейе (BEL) П 0001 — 1000 | Завершила выступление           | Завершила выступление           | Завершила выступление        | —     |

### Прыжки в воду
Спортсменов — 5
В индивидуальных прыжках в предварительных раундах складывались результаты квалификации и полуфинальных прыжков. По их результатам в финал проходило 12 спортсменов. В финале они начинали с результатами полуфинальных прыжков.
Мужчины
| Спортсмен    | Соревнование | Квалификация | Квалификация | Полуфинал | Полуфинал | Всего     | Финал     | Финал     | Всего  | Место |
| Спортсмен    | Соревнование | Очков        | Место        | Очков     | Место     | Всего     | Очков     | Место     | Всего  | Место |
| ------------ | ------------ | ------------ | ------------ | --------- | --------- | --------- | --------- | --------- | ------ | ----- |
| Пак Ён Рён   | трамплин     | 271,47       | 47           | Не прошёл | Не прошёл | Не прошёл | Не прошёл | Не прошёл | 271,47 | 47    |
| Чхве Хёнгиль | вышка        | 448,41       | 6            | 185,52    | 9         | 633,93    | 377,46    | 12        | 562,98 | 12    |
| Пак Ён Рён   | вышка        | 400,29       | 15           | 181,74    | 11        | 582,03    | Не прошёл | Не прошёл | 582,03 | 16    |

Женщины
| Спортсмен   | Соревнование | Квалификация | Квалификация | Полуфинал | Полуфинал | Всего     | Финал     | Финал     | Всего  | Место |
| Спортсмен   | Соревнование | Очков        | Место        | Очков     | Место     | Всего     | Очков     | Место     | Всего  | Место |
| ----------- | ------------ | ------------ | ------------ | --------- | --------- | --------- | --------- | --------- | ------ | ----- |
| Ли Оклим    | трамплин     | 238,77       | 26           | Не прошла | Не прошла | Не прошла | Не прошла | Не прошла | 238,77 | 26    |
| Чхве Сонхи  | трамплин     | 222,84       | 33           | Не прошла | Не прошла | Не прошла | Не прошла | Не прошла | 222,84 | 33    |
| Чхве Мёнхва | вышка        | 308,73       | 8            | 183,84    | 4         | 492,57    | 269,22    | 11        | 453,06 | 10    |
| Ли Оклим    | вышка        | 262,20       | 22           | Не прошла | Не прошла | Не прошла | Не прошла | Не прошла | 262,20 | 22    |

### Тяжёлая атлетика
Спортсменов — 1
В рамках соревнований по тяжёлой атлетике проводятся два упражнения - рывок и толчок. В каждом из упражнений спортсмену даётся 3 попытки, в которых он может заказать любой вес, кратный 2,5 кг. Победитель определяется по сумме двух упражнений.
Мужчины
| Спортсмен | Категория | Вес   | Рывок | Рывок | Рывок | Толчок | Толчок | Толчок | Всего | Место |
| Спортсмен | Категория | Вес   | 1     | 2     | 3     | 1      | 2      | 3      | Всего | Место |
| --------- | --------- | ----- | ----- | ----- | ----- | ------ | ------ | ------ | ----- | ----- |
| Им Ёнсу   | до 62 кг  | 61,70 | 130,0 | 132,5 | 137,5 | 167,5  | 167,5  | 170,0  | DNF   | —     |